# Biała jak mleko, czerwona jak krew (film)
Biała jak mleko, czerwona jak krew (wł. Bianca come il latte, rossa come il sangue) – włoski komediodramat z 2013 roku w reżyserii Giacomo Campiottiego, nakręcony na podstawie bestsellerowej powieści pod tym samym tytułem autorstwa Alessandra D’Avenii.

## Fabuła
Akcja filmu rozgrywa się w Turynie. 16-letni rzymianin Leo zakochuje się w chorej na białaczce dziewczynie. Leo jest w stanie zrobić wszystko, by jego uczucie zostało odwzajemnione, a wybranka serca powróciła do zdrowia.

## Obsada
- Filippo Scicchitano – Leo
- Aurora Ruffino – Silvia
- Gaia Weiss – Beatrice
- Luca Argentero – nauczyciel
- Romolo Guerreri – Niko
- Flavio Insinna – Ettore
- Cecilia Dazzi – Angela[2]

## Produkcja
Zdjęcia kręcono w Turynie.